# Altamont (Pennsilvània)
Altamont és una concentració de població designada pel cens dels Estats Units a l'estat de Pennsilvània. Segons el cens del 2000 tenia 2.689 habitants.

## Demografia
Segons el cens del 2000, Altamont tenia 2.689 habitants, 305 habitatges, i 203 famílies. La densitat de població era de 1.104,5 habitants per quilòmetre quadrat.
Dels 305 habitatges en un 20,3% hi vivien nens de menys de 18 anys, en un 51,1% hi vivien parelles casades, en un 9,5% dones solteres, i en un 33,4% no eren unitats familiars. En el 30,2% dels habitatges hi vivien persones soles el 21,6% de les quals corresponia a persones de 65 anys o més que vivien soles. El nombre mitjà de persones vivint en cada habitatge era de 2,31 i el nombre mitjà de persones que vivien en cada família era de 2,87.
Per edats la població es repartia de la següent manera: un 4,4% tenia menys de 18 anys, un 18% entre 18 i 24, un 55,2% entre 25 i 44, un 14,9% de 45 a 60 i un 7,5% 65 anys o més.
L'edat mediana era de 34 anys. Per cada 100 dones de 18 o més anys hi havia 771,5 homes.
La renda mediana per habitatge era de 23.603 $ i la renda mediana per família de 27.375 $. Els homes tenien una renda mediana de 15.372 $ mentre que les dones 16.875 $. La renda per capita de la població era de 12.151 $. Entorn del 5,3% de les famílies i el 8% de la població estaven per davall del llindar de pobresa.

## Poblacions més properes
El següent diagrama mostra les poblacions més properes.